# Нестеров Микола Семенович
Микола Семенович Нестеров (1947—2002) — український радіоастроном, завідувач лабораторії радіоастрономії Кримської астрофізичної обсерваторії (1995—2002), лауреат Премії НАНУ імені М. П. Барабашова (2000).

## Біографія
Після закінчення фізичного факультету Московського державного університету і служби в армії, в 1973 році почав працювати в Кримській астрофізичній обсерваторії. Швидко засвоїв методи радіоастрономії і включився в спостереження на 22-метровому радіотелескопі РТ-22. В 1995—2002 роках завідував лабораторією радіоастрономії.
Писав вірші. Видав дві збірки творів.

## Наукові результати
Микола Нестеров керував або брав активну участь в таких дослідженнях:
- Дослідження зв'язку м'якого рентгенівського випромінювання сонячних спалахів з їхнім випромінюванням в міліметровому діапазоні.
- Вивчення спектру радіовипромінювання молекул міжзоряного газу в областях активного зореутворення.
- Спостереження тонкої структури позагалактичних об'єктів методами радіоінтерферометрії з наддовгою базою.
- Укладання бази даних про змінність радіовипромінювання активних ядер галактик протягом 30 років — однієї з найважливіших в світі баз даних такого роду на той час.

## Відзнаки
- Премія НАН України імені М. П. Барабашова за серію робіт «Дослідження спектрів та змінності космічного радіовипромінювання у міліметровому діапазоні на радіотелескопі РТ-22», у співавторстві з Валерієм Шульгою і Ігорем Зінченком (2000)